# 短柄岩白菜
短柄岩白菜（学名：Bergenia stracheyi）为虎耳草科岩白菜属下的一个种。

## 扩展阅读
- 維基物種上的相關：短柄岩白菜